# Абэ, Нориюки
Нориюки Абэ (яп. 阿部 記之 Абэ Нориюки, род. 19 июля 1961 года) — японский режиссёр аниме, раскадровщик и звукорежиссёр. Наиболее известными его работами являются аниме «Блич» и YuYu Hakusho.
В основном Нориюки Абэ работает над телесериалами, но многие из его работ становятся настолько известными, что по ним выпускают полнометражные фильмы, что добавляет в его резюме и киноленты.

## Биография
Родился в 1961 году. Нориюки Абэ закончил факультет науки и инженерии университета Васэда в Токио по специальности «Архитектура». Это позволило ему привнести знания реального мира в изображение вымышленных миров и объектов.
В 1986 году он стал работать на Studio Pierrot, первой его заметной работой стало участие в создании Norakuro-kun в 1987 году в качестве раскадровщика и режиссёра серий. Абэ продолжил заниматься раскадровкой и режиссировать серии, пока в 1990 году не покинул студию, став фрилансером. Его первой работой в качестве режиссёра-постановщика стал аниме-сериал Yu Yu Hakusho, получивший Animage Grand Prix в 1993 и 1994 годах. Работа над ним привела к его твёрдому положению в качестве режиссёра, позволив работать над многими аниме на основе манги из Shonen Jump.

## Работы

### Аниме-сериалы
- Norakuro-kun (1987) — режиссура серии
- Karakuri Kengou Den Musashi Lord (1990—1991) — раскадровка
- Ore wa Chokkaku (1991) — режиссура серии
- Youyou no Neko Tsumami (1992) — режиссура серии
- YuYu Hakusho (1992—1995) — режиссура, раскадровка (серии 1, 15, 23, 42, 108)
- Ninku (1995—1996) — режиссура, раскадровка
- Midori no Makibao (1996—1997) — режиссура
- Flame of Recca (1997—1998) — режиссура, раскадровка
- Trigun (1998) — раскадровка (серия 15)
- Saber Marionette J to X (1999) — раскадровка (серия 16)
- Chiisana Kyoujin Microman (1999) — режиссура, звукорежиссура
- Крутой учитель Онидзука (1999—2000) — режиссура, раскадровка, звукорежиссура
- Seikai no Senki (2000) — раскадровка (серия 7)
- Hikaru no Go (2000) — раскадровка (начальная заставка 1)
- Gakkou no Kaidan (2000—2001) — режиссура, раскадровка (серии 1, 14, 20), звукорежиссура
- Final Fantasy: Unlimited (2001) — раскадровка (серия 6)
- Kaze no Yojimbo (2001) — раскадровка (серия 12)
- Super GALS! Kotobuki Ran (2001) — раскадровка (серия 5, 8)
- Hajime no Ippo (2002) — раскадровка (серия 66)
- Tokyo Mew Mew (2002—2003) — режиссура, раскадровка (серии 1, 7, 26, 43)
- Блич (2004—2012) — режиссура, раскадровка
- Tsuritama (2012) — раскадровка (начальная заставка)
- Tasogare Otome x Amnesia (2012) — раскадровка (серия 3)
- Kokoro Connect (2012) — раскадровка (серия 9)
- Наруто: Ураганные хроники (2012) — режиссура (серия 259), раскадровка (серия 272)
- Gatchaman Crowds (2013) — раскадровка (серия 12)
- Servant × Service (2013) — раскадровка (серия 13)
- Walkure Romanze (2013) — раскадровка (серия 11)
- Kuroshitsuji: Book of Circus (2014) — режиссура, раскадровка (серии 1, 2, 10)
- Sidonia no Kishi (2014) — раскадровка (серия 7)
- Nagi no Asukara (2014) — раскадровка (серия 17)
- Nisekoi (2014) — раскадровка (серия 7, 9)
- Nanatsu no Taizai (2014) — раскадровка (завершающая заставка 1)
- Arslan Senki (2015) — режиссура, раскадровка (начальная заставка; серия 1)
- Arslan Senki: Fuujin Ranbu (2016) — режиссура, раскадровка (начальная заставка; серии 2, 8)
- Divine Gate (2016) — режиссура, раскадровка (серии 1, 12)
- Boruto: Naruto Next Generations (2017) — режиссура

### Анимационные фильмы
- YuYu Hakusho: The Movie (1993) — режиссура, раскадровка
- YuYu Hakusho: Meikai Shito Hen — Hono No Kizuna (1994) — раскадровка
- Ninku Knife no Bohyou (1994) — режиссура, раскадровка
- Ninku the Movie (1995) — режиссура, раскадровка
- Chiisana Kyoujin Microman: Daigekisen! Microman VS Saikyou Senshi Gorgon (1999) — режиссура
- Bleach: Memories of Nobody (2006) — режиссура, раскадровка
- Bleach: The DiamondDust Rebellion — Mou Hitotsu no Hyourinmaru (2007) — режиссура, раскадровка
- Bleach: Fade to Black — Kimi no Na o Yobu (2008) — режиссура, раскадровка
- Bleach: Jigoku-hen (2010) — режиссура, раскадровка
- Kuroshitsuji: Book of the Atlantic (2017) — режиссура

### OVA
- Ginga Ojousama Densetsu Yuna: Shin’en no Fairy (1996—1997) — раскадровка (серии 1, 3)
- Bleach: Memories in the Rain (2004) — режиссура
- Bleach: The Sealed Sword Frenzy (2005) — режиссура
- Kuroshitsuji: Book of Murder (2014) — режиссура
- Nanatsu no Taizai (2015) — раскадровка (завершающая заставка)